# Пётр (епископ Брешиа)
Пётр (лат. Petrus; умер не позднее 825) — епископ Брешиа (816—824/825).

## Биография
О происхождении и ранних годах жизни Петра сведений почти не сохранилось. Известно только, что ещё будучи клириком он, благодаря молитвам святому Филастрию, излечился от тяжёлой болезни. Впоследствии, уже став епископом, Пётр всячески способствовал распространению культа этого святого в Брешиа. Возможно, епископ Пётр тождественен одноимённому брешианскому архипресвитеру, упоминавшемуся в документе 813 года.
В списках глав Брешианской епархии Пётр назван преемником скончавшегося в 816 году епископа Анфрида.
Согласно преданиям, вскоре после восшествия на епископскую кафедру Пётр вступил в конфликт с Луполом, сыном граф Брешиа Суппо I. Этого знатного франка епископ обвинил в инцесте с мачехой, а тот из мести в 817 году обвинил Петра в участии в мятеже короля Италии Бернарда. Однако представ в следующем году перед судом императора Людовика I Благочестивого, епископ Брешиа смог полностью оправдаться.
При епископе Петре в Брешиа продолжалось строительство нового собора, впоследствии освящённого в честь Фаустина и Иовиты, святых покровителей города. Это строительство, начатое ещё епископом Анфридом, было закончено уже при епископе Рамперте.
Пётр скончался в 824 или 825 году. В поминальной книге из монастыря Санта-Джулиа в Брешиа сохранилась запись, посвящённая смерти епископа. Он был похоронен в Соборе Святых Фаустина и Иовиты. В 1746 году после пожара в церкви останки Петра поместили в одну раку с останками других брешианских епископов: Анфрида, Рамперта и Адельмана. Преемником Петра на епископской кафедре был Рамперт.